# Б92 инфо
Б92 инфо је била српска кабловска телевизијска станица, која је почела са емитовањем 7. априла 2008. године, а престала са радом 18. децембра 2016. године. Чинила је саставни део предузећа Б92 заједно са ТВ Б92 и Радио Б92 и емитовала је претежно информативни програм као и документарне емисије. На овом телевизијском каналу су се поред емисија из сопствене продукције приказивале и емисије из продукција Евроњуза (EuroNews), Гласа Америке, Дојче Велеа (Deutsche Welle) и других, прилагођене српском језику у обради Б92.